# César Paiber
César Paiber (Los Polvorines, Buenos Aires, 13 de febrero de 1970) es un exjugador de fútbol argentino nacionalizado maltés, que actuaba en la posición de mediocampista central. Aunque jugó en diversos clubes de su país -incluyendo Independiente y Gimnasia y Tiro en la Primera División-, se destacó en el fútbol profesional de Malta. Es padre del futbolista Brandon Paiber.

## Trayectoria

### Clubes
| Club                   | País      | Año         |
| ---------------------- | --------- | ----------- |
| Tigre                  | Argentina | 1988 - 1990 |
| Gimnasia y Tiro        | Argentina | 1990 - 1992 |
| Hamrun Spartans        | Malta     | 1992 - 1994 |
| Ghajnsielem FC         | Malta     | 1994 - 1995 |
| Independiente          | Argentina | 1995        |
| Godoy Cruz             | Argentina | 1996 - 1997 |
| Gimnasia y Tiro        | Argentina | 1997        |
| Godoy Cruz             | Argentina | 1998        |
| Deportivo Español      | Argentina | 1998 - 1999 |
| San Martín de San Juan | Argentina | 1999 - 2000 |
| Tigre                  | Argentina | 2000 - 2001 |
| Hamrun Spartans        | Malta     | 2001 - 2002 |
| Hibernians FC          | Malta     | 2003 - 2004 |
| Marsaxlokk             | Malta     | 2004 - 2006 |